# Accidents Will Happen (film 1912)
Accidents Will Happen è un cortometraggio muto del 1912 diretto da Pat Hartigan e interpretato da Ruth Roland, Marshall Neilan e Marin Sais. Non si sa se ne esistano ancora delle copie: attualmente è considerato perduto.

## Produzione
Il film, prodotto dalla Kalem Company, fu girato in California, a Santa Monica.

## Distribuzione
Il film venne distribuito dalla General Film Company, che lo fece uscire nelle sale USA il 24 gennaio 1912. Nelle proiezioni, veniva programmato con il sistema dello split reel, accorpato in un'unica bobina con un altro cortometraggio prodotto dalla Kalem, la commedia How Jim Proposed.